# Eugenio Olivero
Eugenio Olivero (Torino, 1º aprile 1870 – Saluggia, 2 febbraio 1945) è stato un ingegnere e saggista italiano.

## Biografia
Figlio di Vincenzo Enrico, colonnello di Stato maggiore e docente di Fortificazioni, era fratello del docente di lingua e letteratura inglese dell'Università di Torino Federico Olivero. Si laureò nel 1891 al Politecnico di Torino (allora Scuola di Applicazione per gli Ingegneri) e nel 1921 venne ammesso alla Società Piemontese di Archeologia e Belle Arti, di cui divenne in seguito segretario (1922-1927) e presidente (1927-1931).
Insieme allo storico dell'arte Vittorio Viale (1891-1977), direttore dei musei civici di Torino dal 1930 al 1965, allestì tra il giugno e il dicembre 1937 la Prima Rassegna del Barocco, tenutasi a Palazzo Carignano. 
È autore della prima biografia interamente dedicata all'architetto piemontese Bernardo Vittone, pubblicata nel 1920 dalla Tipografia del Collegio degli Artigianelli col titolo di Le opere di Bernardo Antonio Vittone architetto piemontese del secolo XVIII. Il Barocco piemontese e le opere del Vittone costituiscono uno dei suoi filoni principali di ricerca e studio.
Morì a Saluggia il 2 febbraio 1945 dove probabilmente si era trasferito dopo che la sua casa, in via XX settembre 69, era stata colpita dai bombardamenti subiti dal capoluogo piemontese durante la seconda guerra mondiale.
Alcune sue carte e disegni scampati alla distruzione si trovano oggi nell'archivio dell'Accademia delle Scienze di Torino donate, nel 1951, dal fratello che era socio dell'istituzione piemontese.

## Opere
- Le opere di Bernardo Antonio Vittone architetto piemontese del secolo 18., Torino 1920
- L'antica pieve di San Pietro in Pianezza: ricerche storico artistiche pubblicate sotto il patronato della società piemontese di Archeologia e Belle Arti, Torino, 1922
- Sopra alcune architetture di Bernardo Vittone: la cappella della B. Vergine delle Grazie nel duomo di Chieri, Torino 1924
- L’antica parrocchia di Brione: Val della Torre, Torino 1925
- La parrocchia di Riva di Chieri, Torino 1925
- Il castello e la casa forte di S. Giorio in Val di Susa : ricerche storico artistiche pubblicate sotto il patronato della Società Piemontese di Archeologia e Belle Arti, Torino 1925
- Il castello e la canonica di Villanova Solaro, Torino 1928 (con G. Maggiorotti)
- Il castello, la canonica e l'ospedale di Villanova Solaro, Torino 1928 (con G. Maggiorotti)
- L'antica chiesa di San Costanzo sul Monte in Villar San Costanzo (Cuneo), Torino 1929
- La chiesa romanica di Santa Fede in Cavagnolo (Torino), Torino 1929
- La millenaria parrocchia di Busano, Torino 1929
- Il palazzo Taffini d'Acceglio in Savigliano, Torino 1930 (con F. Cognasso e C. Lovera di Castiglione)
- San Pietro di Celle, Torino 1930
- Il palazzo Cavour in Torino, Torino 1932
- L’urbanistica dei centri minori, Torino 1932
- L’antica chiesa di Testona, Torino 1934
- Il priorato dell'Ordine del Santo Sepolcro nella Torino medioevale, Torino 1934
- La Chiesa di S. Francesco di Assisi in Torino e le sue opere d'arte, Chieri 1935
- Brevi cenni sui rapporti tra la Reale Accademia di San Luca in Roma e l'arte in Piemonte, Torino 1936
- San Martino di Liramo in Ciriè, in “Il progresso del Canavese”, n.37-39, 1936
- L'antica pieve di la Pié di Liramo presso Cirié, Cirié 1937
- La chiesa dello Spirito Santo in Torino ed il suo architetto Giov. Battista Ferroggio, in “Illustrazione biellese”, 1937/9-10 , A. 7, n. 9-10 (settembre-ottobre 1937)
- Frammenti di sculture romane e preromantiche nel Castelvecchio di Testona, in “Bollettino storico-bibliografico subalpino”, Anno 39, n.1 (1937)
- Miscellanea di architettura piemontese del Settecento: gli architetti G.B.M. Morari, G.G. Morari, F.N.M. Morari, B.A. Vittone, G.G. Buniva, Torino 1937
- Ferdinando Caronesi: architetto neoclassico, Torino 1938
- L'abazia cistercense di Casanova presso Carmagnola. Contributo allo studio dell'architettura gotica in Piemonte. Notizie sopra i pittori G. Antonio, B. Domenico e N. Guidobono e sopra l'architetto G.T. Prunotto, Torino 1939
- L'architettura gotica del duomo di Chieri, Torino 1939
- Il palazzo Cavour in Torino, Torino 1939
- Un pensiero architettonico di Ascanio Vittozzi, Torino 1939
- Architettura religiosa preromanica e romanica nell'archidiocesi di Torino, Torino 1940
- Il campanile della Consolata restaurato, Torino 1940
- Il conte F.O. Magnocavalli architetto di Casale Monferrato (1707-1789), in “Palladio: rivista bimestrale di storia dell'architettura”, Anno 4, n. 5 (1940)
- La Madonna di Loreto in Montanaro, Torino 1940
- Architettura religiosa preromanica e romanica nell'archidiocesi di Torino, Torino 1941
- Castelvecchio di Testona, Torino 1941
- Parrocchia-santuario di S. Genesio (Torino), Chieri 1941
- Il Regio Arsenale di Torino e il suo architetto capitano Antonio Felice De Vincenti, Torino 1942
- La Villa della Regina in Torino, Torino 1942